# Off the Hook
Off the Hook é um single da banda Cansei de Ser Sexy, originalmente lançado em 26 de fevereiro de 2007.

## Lista de faixas
CD single
1. "Off the Hook"
2. "Art Bitch"
3. "Poney Money Honey"
4. "Meeting Paris Hilton"

## Posições
| Paradas (2007)                 | Posições |
| ------------------------------ | -------- |
| Reino Unido (UK Singles Chart) | 43       |